# 岡山放送
岡山放送株式会社（おかやまほうそう、Okayama Broadcasting Co., Ltd.）は、岡山県と香川県を放送対象地域とし、テレビジョン放送事業を行う特定地上基幹放送事業者である。岡山県岡山市北区に本社を置く。フジ・メディア・ホールディングス及び日本カバヤ・オハヨーホールディングスの持分法適用関連会社。
略称はOHKで、これはコールサイン「JOOH-DTV」（岡山 27ch）の一部「OH」と、かつての英称であった“Okayama Hoso K.K”の頭文字が由来とされる。1984年3月までの愛称は「テレビ岡山」であった。ホームページ等では、OHK岡山放送と記載されている。
フジテレビ系列（FNN・FNS）に属している。リモコンキーIDはキー局のフジテレビ・準キー局の関西テレビ（カンテレ）等と同じ「8」。
ステーションキャッチコピーは「OH!ing」（オーイング）（2017年3月から使用）。

## 会社概要

### 本社・支社所在地

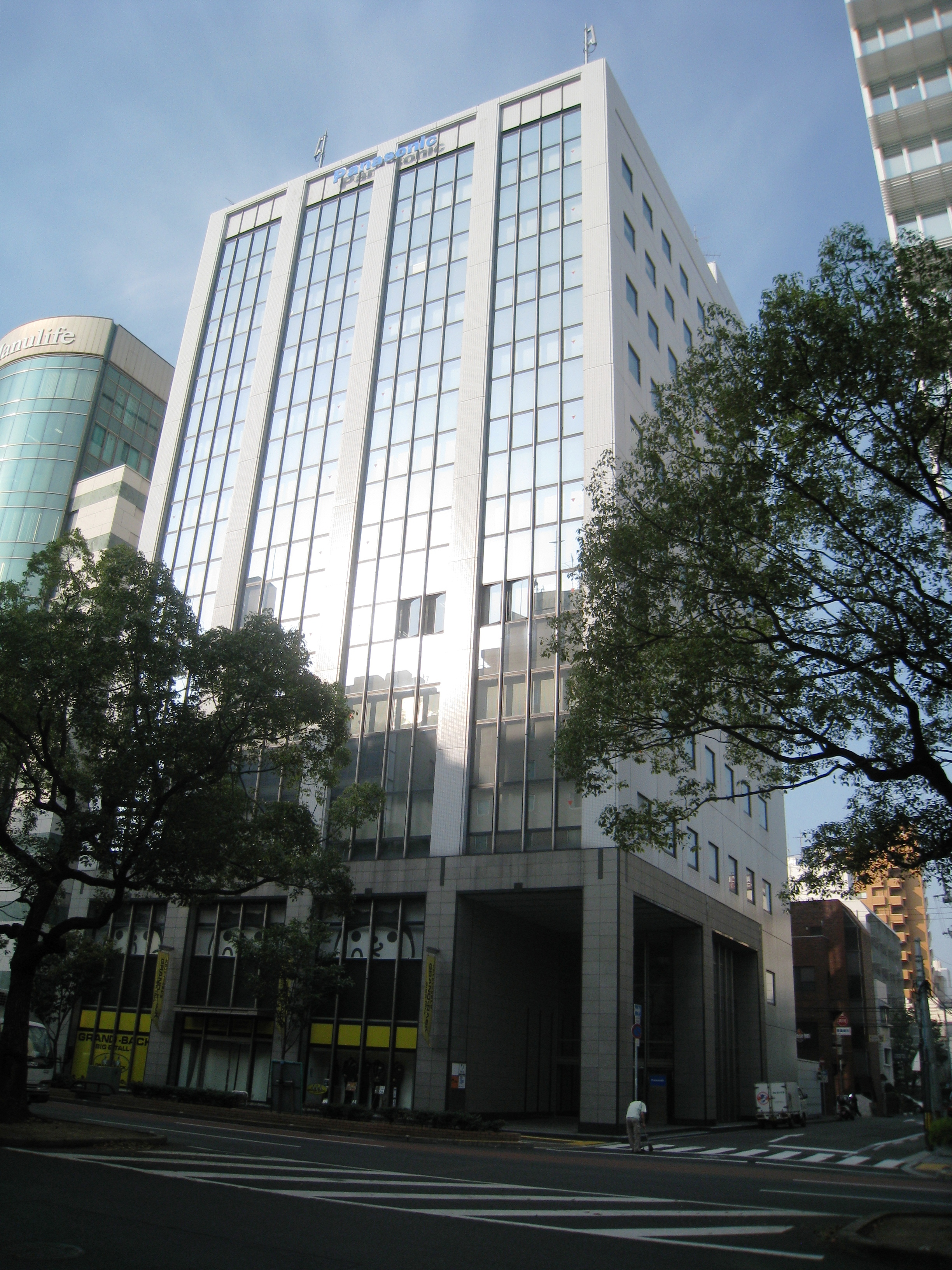
四国支社

本社（演奏所）
岡山市北区下石井2丁目10-12 杜の街グレース オフィス スクエア8階 - 10階
ミルン（報道・制作オフィス）
岡山市北区下石井1丁目2-1 イオンモール岡山6階
OHKまちなかスタジオ ミルン
岡山市北区下石井1丁目2-1 イオンモール岡山5階
四国支社
高松市古新町8-1 高松スクエアビル2階
倉敷支社
倉敷市笹沖1265 敷島ビル5階
東京支社
東京都千代田区有楽町1丁目9-1 日比谷サンケイビル9階
大阪支社
大阪市北区梅田2丁目4-9 ブリーゼタワー10階
広島支社
広島市中区八丁堀15-6 広島ちゅうぎんビル6階
- 四国支社

### 歴史
- 1967年（昭和42年）11月1日 - アナログテレビ放送の予備免許取得[注釈 1][3][4]。
- 1968年（昭和43年）
  - 3月26日 - 岡山日日新聞・産経新聞社・関西テレビ放送・毎日新聞社・毎日放送・朝日新聞社の出資で、「岡山放送株式会社」を設立。
  - 12月23日 - アナログテレビ放送の本免許取得。
  - 12月24日 - アナログテレビ放送のサービス放送開始（カラー放送も同時開始）[注釈 2]。本社・演奏所はは岡山市学南町三丁目2番1号に置かれた。
- 1969年（昭和44年）
  - 4月1日 - 開局（コールサイン：JOOH-TV、35ch、出力 映像:10 kW、音声:2.5 kW、愛称：テレビ岡山、略称：OHK、開局は瀬戸内海放送[注釈 3] と同日）[注釈 4]。当時は金甲山送信所に岡山県内向けの指向性が設定されていた[注釈 3]。
    - 　開局時のキャッチコピーは「太陽と緑と夢いっぱいのテレビ岡山」で一部中継局の案内看板にも使われた。

  - 10月1日 - この日発足のFNSに加盟。
- 1970年（昭和45年）1月1日 - ANN発足と同時に加盟。
- 1979年（昭和54年）
  - 2月17日 - 1978年（昭和53年）10月の郵政省の岡山・香川地区の民放テレビ4局の放送対象エリア是正（第一次相互乗り入れ）決定を受け、金甲山送信所での香川県内向けのスピルオーバーを抑制する指向性設定を解除し、香川県内向けに送信を開始。
  - 4月1日 - 香川県が放送エリアに加わる（第一次相互乗り入れ）。これに伴い、テレビ朝日系とのクロスネット解消・ANNを脱退し、フジテレビ系のフルネット局になる。
    - この日に開局10周年と香川県へのエリア拡大記念して翔んでOHK・35が放送された(高松三越と高松港桟橋と宇野港桟橋とOHKスタジオの4元中継。)。この地点でのキャッチコピーは「地域と語ろう！」だった。[5]

  - 11月30日 - 金甲山送信所の出力を2倍（映像:20 kW、音声:5 kW）に増力。
- 1980年（昭和55年）12月27日 - アナログ・テレビ放送の音声多重放送を開始。
- 1982年（昭和57年）10月1日 - CIを導入。それによりロゴマークを先代（2代目）のものに変更。
- 1984年（昭和59年）
  - 4月1日 - 愛称を社名と同じ岡山放送に統一。ただし香川県もエリアにしている都合上、「OHK」を使用することが増える[注釈 5][注釈 6]。
  - 4月5日 - 高松中継局開局。香川県に設置した最初の中継局（第二次相互乗り入れ）。
- 1985年（昭和60年）10月1日 - 北京支局を開設[6]。
- 2001年（平成13年）
  - 4月1日 - CIの更新により、ロゴマークを手書き風のものに変更。
  - 6月 - 会社の経営危機打開とフジテレビとの関係改善等の為、社長に当時フジテレビ常務取締役だった須賀勝彌が就任する。これが、会社にとって大きな転機となる。
- 2002年（平成14年）5月1日 - 局を挙げての大々的な「『OH!型テレビ』宣言キャンペーン」を実施。それに伴い、局の新しいマスコット・キャラクターとして「OH!くん」がデビューする。これが後に岡山・香川で大ブレイクし、グッズ、コラボCM等も多く生み出し、会社の経営危機打開の大きな契機となる（詳しくは、「OH!くん」の項目を参照のこと）。
- 2003年（平成15年）5月1日 - OH!くん1周年の日に、「OH!体操」を発表、放送開始。後に、岡山・香川地域のスタンダードな体操の1つへと定着する[注釈 7]。
- 2005年（平成17年）
  - 8月1日 - 同じFNS系列局である福島テレビ（FTV）と同日に、新しい東芝製のアナログ・デジタル統合マスターへ更新する。
  - 11月15日 - 総務省より、地上デジタル放送の予備免許が交付される。
- 2006年（平成18年）
  - 8月26日 - 地上デジタル放送の試験放送開始[注釈 8]。
  - 11月30日 - 総務省の中国総合通信局から、地上デジタル放送の本免許が交付される[注釈 9]。
  - 12月1日 - 地上デジタルテレビの本放送開始。コールサインはJOOH-DTV。
- 2007年（平成19年）
  - 6月 - 須賀勝彌が社長を退任し、非常勤顧問となる。後任に、前フジテレビ取締役の宮内正喜[注釈 10] が社長に就任する。
  - 12月20日 - OHKの新携帯サイト「OH!プレミアム」がスタートする。
- 2010年（平成22年）10月 - デジタルテレビ時代に備え、視聴者とつながる大潮流宣言として、「つながるOHK」 キャンペーンを開始する[注釈 11]。
- 2011年（平成23年）
  - 7月24日 - アナログ放送終了。
  - 年度内 - フジテレビ・関西テレビとの合同による首都直下型地震を想定した大規模な災害放送訓練に当局をはじめ、NST新潟総合テレビ、長野放送、テレビ新広島、高知さんさんテレビの5局が参加し、災害時の各局の円滑な連携の検証が実施された[7][8][9]。
- 2012年（平成24年）
  - 3月 - ステーションキャッチコピーが「スイッチOH!」に変更される。
  - 4月1日 - フジ・メディア・ホールディングスの持分法適用会社になる[10]。
  - 5月1日 - OH!くん誕生10周年を記念して11:00 - 19:00までUSTREAMで生特番を放送。
- 2013年（平成25年）
  - 3月 - ステーションキャッチコピーが「やっぱりOH系」(「やっぱりオーエイチケイ」と読む)に変更。CMを初め、様々なキャンペーンを展開する。
  - 4月15日 -「OH!体操」の第2弾、「OH!体操2」を発表、放送開始。
  - 12月6日 - 局のマスコット・キャラクター「OH!くん」の原画イラストのフリーユース企画を実施。条件付きで一部無料使えるようになる[11]。
- 2014年（平成26年）
  - 4月 - ステーションキャッチコピーが「OH! You Ready?（準備はいい?）」に変更。
  - 5月9日 - スーパーマーケット・山陽マルナカの岡山県内全店舗において「OH!マルナカTV」の提供を開始。デジタルサイネージ（電子看板）を店内に設置し、設置店舗の商品に関する情報や、店舗周辺のコミュニティ情報、OHKの番組情報などを配信する[12]。
  - 7月1日 - CIを更新し、ロゴマークを現行のものに変更[13]。同時に岡山放送の文字が従来のゴシック体に変更された。
  - 12月5日 - 都市型ショッピングセンター・イオンモール岡山（岡山市北区下石井1丁目）に設置された「ミルン」にスタジオおよび報道・制作部門を本社から移転し、運用を開始（詳細は後述）。同所のスタジオ及びサブ（副調整室）システムは一括して池上通信機製を導入[14]。
- 2015年（平成27年）
  - 6月30日 - 宮内正喜が社長を退任[注釈 10]。後任として、前・産経新聞論説委員特別記者の中静敬一郎が社長に就任する[15]。
- 2017年（平成29年）
  - 3月 - ステーションキャッチコピーが「OH!ing」に変更。
- 2018年（平成30年）
  - 3月31日 - イトーヨーカドー岡山店跡地（岡山市北区下石井2丁目）の再開発事業「杜の街づくりプロジェクト」に参加[16]。本社機能を北区学南町の旧社屋から同事業の用地に建設される「杜の街グレース」オフィス・商業棟8〜10階に移転する計画で、2021年（令和3年）7月の運用開始を予定している[17][18][19]。これにより、在岡本社のテレビ局は、全て開局時の局舎から別の場所に移転した事になる。
- 2021年（令和3年）
  - 2月26日 - 杜の街グレース オフィス・商業棟が竣工[20]。学南町本社については同日付で杜の街グレースを整備している大株主の両備ホールディングスへ売却したことを発表[20][21]。
  - 7月1日 - 杜の街グレース オフィス・商業棟「オフィス スクエア」が開業し、新本社のマスター（主調整室）火入れ式を挙行[22][23][24]。
  - 7月6日、同局に勤務していた30歳代の社員が自殺。この事件を受けて行われた同局の社内調査の結果で、1ヶ月間で100時間以上の時間外労働を行っていた他、上司からパワハラ等を受けていたことが、読売新聞の報道で明らかとなった[25][26]。
  - 7月12日、新本社からの放送開始[27][22]。
  - 7月19日、新本社へ本社機能を全面移転[24][28]。

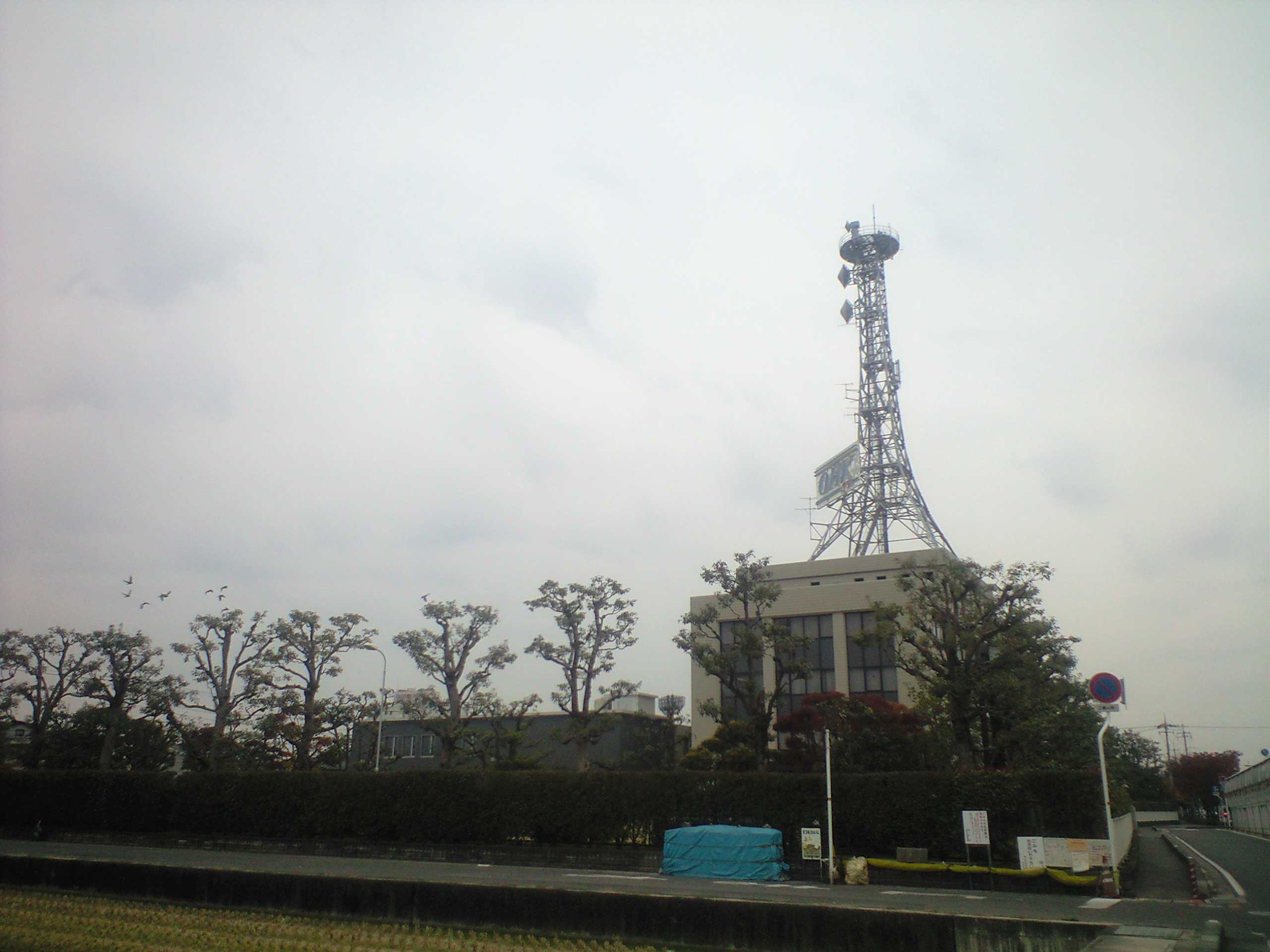
OHK初代本社
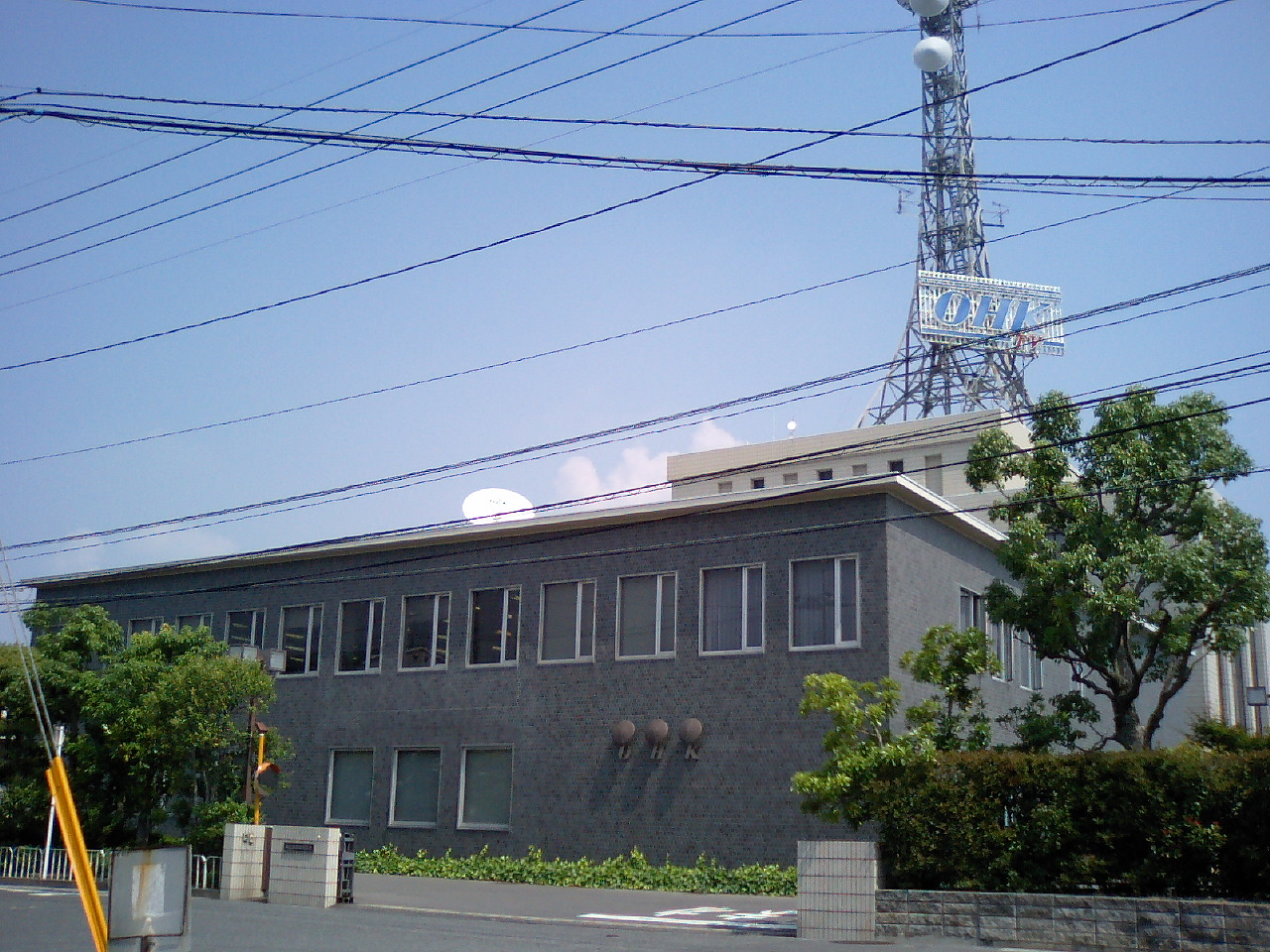
開局時に建てられたOHK初代本社本館 （手前の2階建ての建物）
テレビ岡山時代のロゴ（1969年 - 1982年）
岡山放送初代ロゴ（1982年 - 2001年）
２代目ロゴ（2001年 - 2014年）

### 社史・記念誌
岡山放送では、以下の5冊を発行している（2021年2月）時点。
- OHK年表 創立25周年（岡山放送・編）1993年発行、59、25ページ。
- OHK年表 開局25周年を記念して（岡山放送・編）1995年発行、64、29ページ。
- OHK年表 21世紀の果敢な挑戦（岡山放送・編）1995年発行、68、53ページ。
- 年表OHK2003 35年の軌跡（岡山放送・編）2004年3月発行、114ページ。
- 年表OHK2018 50年の軌跡（岡山放送・編）2019年3月発行、

### ミルン

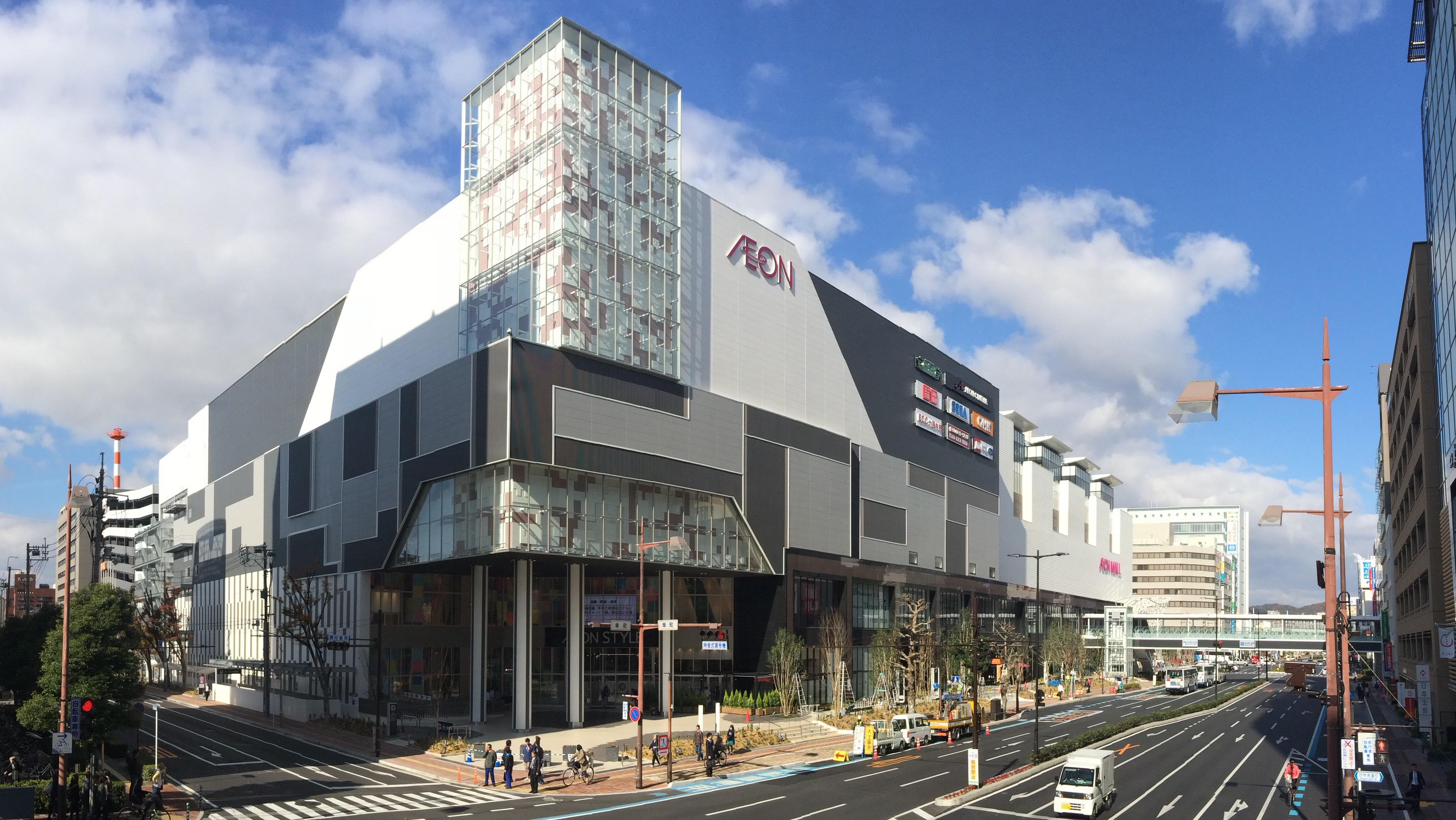
ミルンが入居するイオンモール岡山

当時、開局45周年を迎えていたOHKは2014年（平成26年）12月、岡山市北区下石井に開業した都市型ショッピングセンター「イオンモール岡山」の5階・6階に新たなスタジオとオフィス「ミルン」を設置し、報道・制作部門を岡山市北区学南町の本社から移転した。商業施設に番組制作機能を全面的に移転するのは全国初の試みであり、12月1日より先行してローカルニュースをミルンから放送し、イオンモール岡山のグランドオープン日である12月5日より本格的に運用を開始した。なお、登記上の本店と演奏所（マスター）は学南町の本社に総務・営業・技術部門共々そのまま残っており、本社のテレビスタジオは予備スタジオとして引き続き使用されていた。
ミルン（旧名称：ミルンセンター）は5階にオープンスタジオ「OHKまちなかスタジオ ミルン」、6階に報道・制作オフィスとオープンスタジオのスタジオサブが入居する。スタジオやオフィスにはガラス面が設けられ、一般の買い物客もスタジオでの生放送や番組制作の様子などを見られる構造となっている。
今回の移設に際して、OHKとイオンモールは、西日本の旗艦店舗となるイオンモール岡山を単なるサテライトスタジオとしてだけでなく地域情報の発信拠点として位置付けるために、協働事業展開に関する基本協定を結び、「視聴者と直接触れ合う機会を増やして、番組作りに生かしたい」として、同店の1階、5階にオープンスタジオを設置、情報・報道番組を中心に活用することになった（主に1階は後述のインターネットテレビ用に、5階は通常のテレビ番組用に使用）。また、イオンモールとOHKの協働によるインターネットテレビサービス「haremachi TV」（ハレマチ・テレビ） をYouTubeに展開し、イオンモールのイベント・商品情報や、OHKの番組案内などを提供している。これは館内にあるモニターでも視聴することができる。なお、昼や夕方のニュースのOHK制作部分や『ミルンへカモン! なんしょん?』などのミルンスタジオから放送している番組や金バク!などのOHK制作番組もhareachi TVで放映している（OHKのテレビ番組だけはYouTubeのharemachi TVチャンネルでは放送しない）。
移転当日の12月5日はイオンモール岡山オープンに伴い、同日の9:50 - 11:20、14:00 - 16:50には『OHK開局45周年記念特別番組 岡山に新しいマチ誕生! 全部見せますイオンモール岡山』を放送。ゲストに浅越ゴエ（第1部）、しずる（第1部・第2部、リポーター兼任）、misono（第2部）、山﨑夕貴（岡山県出身でフジテレビのアナウンサー、第2部）を迎えた。また、翌日（12月6日）からはミルンの名称を用いたローカル情報番組『ミルンへカモン! なんしょん?』が放送開始となった。
2020年（令和2年）9月頃から2021年（令和3年）6月の間は、新型コロナウイルス感染対策（いわゆる3密対策）として、報道・制作オフィス内にある円形会議室にニュース用の簡易ブース（ミルン円形スタジオ）の設置、ローカルワイド番組の一部コーナーをイオンモール岡山1階のharemachi Studioからの放送に変更するなどの対応が実施された。
2021年（令和3年）7月には本社を北区学南町からミルン（＝イオンモール岡山）と同じ北区下石井に移転し、徒歩圏内となる新本社・ミルンの2拠点体制において業務効率化を図っている。
因みに、新本社の目の前にはテレビ東京系列のテレビせとうち（TSC）の本社が入居するビルがあり、最寄りのバス停の名前も「山陽新聞社前・TSC前」となっている。

### ネットワークの移り変わり
- 1969年（昭和44年）
  - 4月1日 - フジテレビ系列とNETテレビ系列のクロスネット局（両系列の比率は50%ずつ）として、岡山県で放送開始。（第2局）ニュースネットワークFNNに加盟。
  - 10月1日 - この日発足した番組供給ネットワークFNSに加盟。
  - 11月7日 - 曽我社長（当時）が記者会見を行い、翌1970年（昭和45年）4月1日からフジテレビ系フルネットに移行することを発表、[35] 日本教育テレビに業務契約解除の通知を行った。それに対して日本教育テレビは地位保全契約履行仮処分申請を岡山地裁に申し立てたが、翌1970年（昭和45年）3月24日却下された。[36]
- 1970年（昭和45年）1月1日 - ANNに加盟。
  - 4月1日 - フジテレビ系フルネット局に移行。NETテレビ系列のほとんどの番組が姿を消す。
  - 10月1日 - 再びフジテレビ系列とNETテレビ系列とのクロスネット局に戻る。
- 1975年（昭和50年）3月31日 - クロスネット先のANNの準キー局が、腸捻転解消により毎日放送から朝日放送に変更したため、山陽放送と関西発全国ネット番組を交換（OHK=ABC、RSK=MBS）。
- 1979年（昭和54年）4月1日 - 岡山県・香川県の民放テレビ放送の相互乗り入れ放送実施（第1次）により、香川県で放送開始。（香川3局）。この日瀬戸内海放送（香川2局・岡山3局）が岡山県で放送開始し、同局を岡山県でのテレビ朝日系列局と定めたことによりテレビ朝日系列の番組が同局へ移動し姿を消す。ANNを脱退。フジテレビ系列フルネット局となる。香川県ではフジテレビ系列フルネット局として放送開始。
- テレビせとうちが開局するまでの間には、テレビ東京系列（東京12チャンネル時代を含む）の一部の番組も番組販売という形で放送されたものもあった。
- 香川県との相互乗り入れ以前は、西日本放送の編成から外れた日本テレビ系列の番組がごくわずかに番組販売扱いで放送されたことがあった。

岡山放送フジ系列・テレ朝系列クロスネット末期（1979年3月）プライムタイム番組表。
無印=同時ネット、★印=時差ネット
| 曜日/時間 | 月曜日                              | 火曜日                              | 水曜日                                 | 木曜日                                    | 金曜日                              | 土曜日                             | 日曜日                      |
| --------- | ----------------------------------- | ----------------------------------- | -------------------------------------- | ----------------------------------------- | ----------------------------------- | ---------------------------------- | --------------------------- |
| 19:00     | テレ朝 赤い鳥のこころ               | フジ★ 科学忍者隊ガッチャマンII      | フジ ドカベン                          | フジ★ ラブラブショー                      | フジ★ パンチDEデート                | フジ ズバリ!当てましょう           | フジ SF西遊記スタージンガー |
| 19:30     | フジ クイズグランプリ・スター千一夜 | フジ クイズグランプリ・スター千一夜 | フジ クイズグランプリ・スター千一夜    | フジ クイズグランプリ・スター千一夜       | フジ クイズグランプリ・スター千一夜 | フジ 欽ちゃんのドンとやってみよう! | フジ 赤毛のアン             |
| 20:00     | テレ朝 みごろ!ごろごろ!大放送!      | フジ 火曜ワイドスペシャル           | フジ 銭形平次                          | フジ スターどっきり（秘）報告             | テレ朝 ワールドプロレスリング       | フジ 欽ちゃんのドンとやってみよう! | テレ朝 伝七捕物帳           |
| 21:00     | テレ朝 亭主の家出                   | フジ 火曜ワイドスペシャル           | フジ 平岩弓枝ドラマシリーズ 結婚のとき | フジ 江戸の旋風                           | テレ朝 チェックメイト78             | テレ朝 土曜ワイド劇場              | テレ朝 日曜洋画劇場         |
| 21:30     | テレ朝 亭主の家出                   | フジ シオノギ ミュージックフェア'79 | フジ 平岩弓枝ドラマシリーズ 結婚のとき | フジ 江戸の旋風                           | テレ朝 チェックメイト78             | テレ朝 土曜ワイド劇場              | テレ朝 日曜洋画劇場         |
| 22:00     | フジ 夜のヒットスタジオ             | テレ朝 プロポーズ大作戦             | テレ朝 特捜最前線                      | テレ朝★ ナショナルゴールデン劇場 流水の詩 | テレ朝 翔べ! 必殺うらごろし         | テレ朝 土曜ワイド劇場              | テレ朝 日曜洋画劇場         |
| 22:30     | フジ 夜のヒットスタジオ             | テレ朝 プロポーズ大作戦             | テレ朝 特捜最前線                      | テレ朝★ ナショナルゴールデン劇場 流水の詩 | テレ朝 翔べ! 必殺うらごろし         | テレ朝 スター探検                  | テレ朝 日曜洋画劇場         |

## マスコット・キャラクター
- 2002年（平成14年）にマスコット・キャラクター「OH!くん」が登場している。詳しくはOH!くんを参照のこと。
- 過去に「きらら」や「ゆめら」や「ニョッキン」などのマスコット・キャラクターが登場していた。ニョッキンがマスコット・キャラの頃のキャッチフレーズは「恋するニョキニョキテレビ」。
- その他、局公認Vtuberとして「天晴ほかる」が2024年2月16日にユニバースプロダクションよりデビューしている[38]。

## 局データ

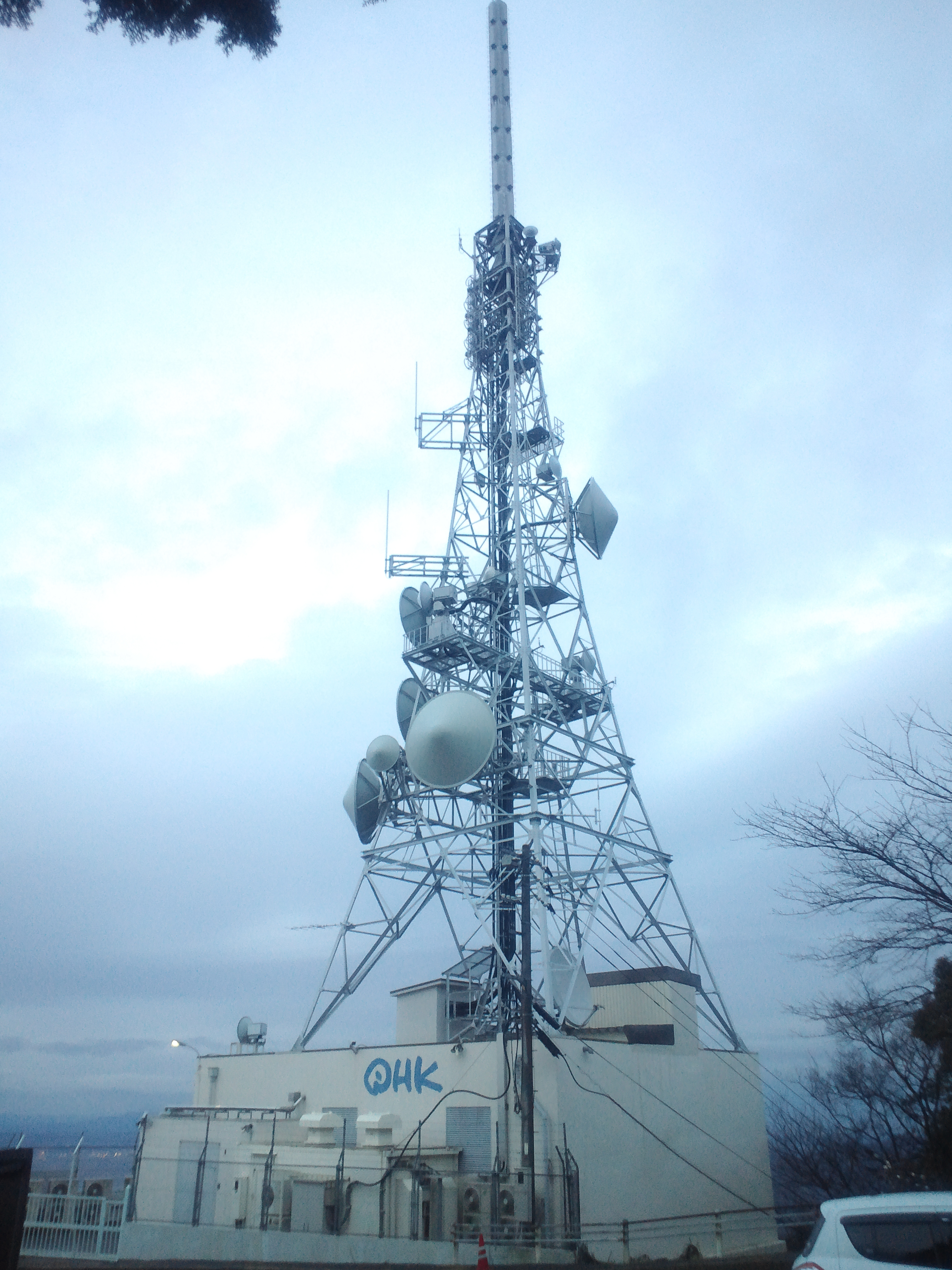
金甲山送信所（2012年12月撮影）

1979年4月の瀬戸内準広域圏確立後は中継局を増やしたりしているが、デジタル放送に完全移行した現在でも難視聴が100%解消されているわけではない。これは他の4局（特にTSC）でも同じことが言える。その反面兵庫県や広島県、徳島県の一部の地域でも受信可能地域が存在する。

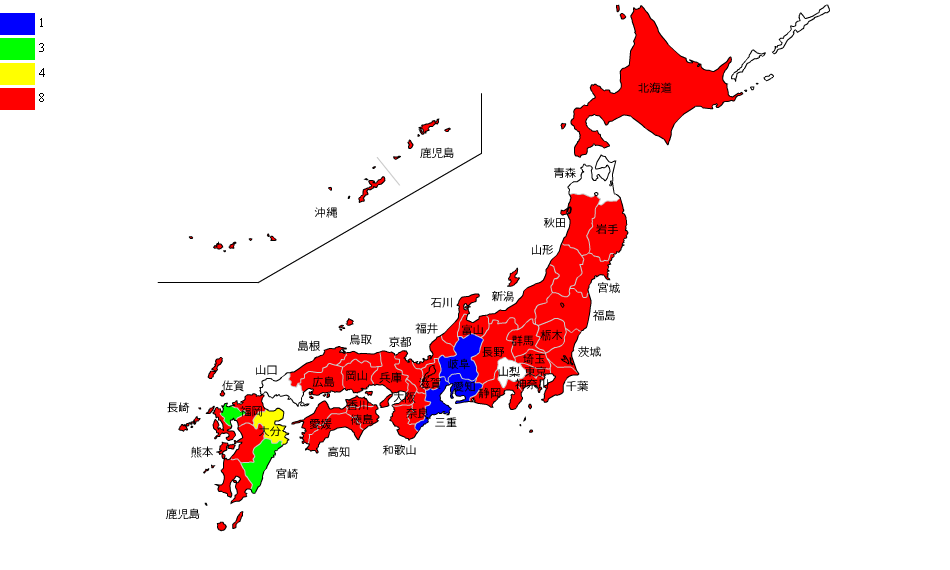
フジテレビ系列のリモコンキーID地図
地図上で赤く塗られている地域がID8である。

| OHK岡山デジタルテレビジョン放送局 | OHK岡山デジタルテレビジョン放送局 | OHK岡山デジタルテレビジョン放送局             | OHK岡山デジタルテレビジョン放送局             | OHK岡山デジタルテレビジョン放送局             |                                               |
| --------------------------------- | --------------------------------- | --------------------------------------------- | --------------------------------------------- | --------------------------------------------- | --------------------------------------------- |
| コールサイン                      | コールサイン                      | JOOH-DTV                                      | JOOH-DTV                                      | JOOH-DTV                                      |                                               |
| 呼出名称                          | 呼出名称                          | OHKおかやまデジタルテレビジョン               | OHKおかやまデジタルテレビジョン               | OHKおかやまデジタルテレビジョン               |                                               |
| リモコンキーID                    | リモコンキーID                    | 8ch                                           | 8ch                                           | 8ch                                           |                                               |
| 27ch                              | 周波数                            | 557.142857MHz                                 | 557.142857MHz                                 | 557.142857MHz                                 |                                               |
| 27ch                              | 出力                              | 2kW                                           | ERP                                           | 24 kW                                         |                                               |
| 27ch                              | 所在地                            | 岡山県岡山市南区郡字甲の峰2515番地9（金甲山） | 岡山県岡山市南区郡字甲の峰2515番地9（金甲山） | 岡山県岡山市南区郡字甲の峰2515番地9（金甲山） | 岡山県岡山市南区郡字甲の峰2515番地9（金甲山） |

### 中継局
ch番号の頭にVが付いているものは、垂直偏波。
岡山県
- 津山 16ch 50W（黒沢山）
- 笠岡 V27ch 30W（塚の丸山）
- 新見 16ch 3W（鳶が巣山）
- 蒜山 27ch 3W（高張山）
- 児島 47ch 3W（神道山）
- 高梁 16ch 1W（愛宕山）
- 和気 16ch 1W（城山）
- 山陽 28ch 1W（善応寺山）
- 北房 28ch 1W（飯ノ山）
- 備前瀬戸 44ch 1W（鉄砲山）
- 久世 47ch 1W（笹向山）
- 井原 16ch 0.3W（城山）
- 有漢 16ch 0.3W（権現山）
- 建部地域 16ch 0.3W（中山）
- 御津地域 16ch 0.3W（妙見山）
- 中国勝山 21ch 0.3W（太鼓山）
- 矢掛南 24ch 0.3W
- 久米南 28ch 0.3W（小丸山）
- 周匝（すさい） 28ch 0.3W（茶臼山）
- 真備 28ch 0.3W
- 美作加茂 28ch 0.3W（青生山）
- 建部南 36ch 0.3W
- 美作 37ch 0.3W（塩垂山）
- 高梁巨瀬 38ch 0.3W
- 東井原 38ch 0.3W（高月山）
- 備前 46ch 0.3W（笹尾山）
- 長船 47ch 0.3W（堂王山）
- 加茂市場 47ch 0.3W（横路山）
- 鴨方 V47ch 0.3W
- 賀陽 47ch 0.3W（聖坊山）
- 西井原 47ch 0.3W
- 玉野和田 47ch 0.3W（神登山）
- 備前佐伯 47ch 0.3W
- 湯原 47ch 0.3W（大沼山）
- 久米南神目 52ch 0.3W
- 日生 27ch 0.1W（楯越山）
- 牛窓 28ch 0.1W（鹿歩山）
- 中和 28ch 0.1W
- 成羽 47ch 0.1W
- 備前伊里 47ch 0.1W
- 虫明 V47ch 0.1W（城山）
- 足守大井 51ch 0.1W（カシ山）
- 英田 44ch 0.05W
- 神根 40ch 0.01W
- 備前塩田 42ch 0.01W
- 吉永高田 47ch 0.01W
- 加茂川 16ch 0.1W
- 総社 16ch 1W（伊與部山）
- 哲西 27ch 3W（雨請山）
- 足守福谷 28ch 0.1W
- 落合河内 28ch 0.3W（要害山）
- 木見 28ch 0.3W（天満山）
- 和気日笠 V28ch 0.1W
- 勝田真加部 37ch 1W
- 矢掛東 V38ch 0.3W（茶臼山）
- 落合美川 47ch 0.3W
- 高梁木野山 47ch 0.3W
- 水島 V47ch 1W
- 御津国ケ原 47ch 0.05W
- 矢掛西 V47ch 1W
- 岡山津島 44ch 1W（烏山）

香川県
- 高松 27ch 500W（前田山）
  - 香川県の地上デジタルテレビ放送基幹局
- 西讃岐 28ch 100W（大麻山）
- 小豆島 27ch 30W（向山）
- 白鳥 27ch 1W（高平山）
- 坂出東 16ch 1W（雄山）
- 土庄 16ch 1W（与九郎谷山）
- 仁尾 27ch 1W
- 綾上 16ch 0.3W（鷹の巣山）
- 国分寺 16ch 0.3W（兎子山）
- 詫間 47ch 0.1W（木ノ峰山）

### アナログ放送概要
2011年7月24日放送終了時点
| OHK岡山標準テレビジョン放送局 | OHK岡山標準テレビジョン放送局 | OHK岡山標準テレビジョン放送局              | OHK岡山標準テレビジョン放送局              |                                            |
| ----------------------------- | ----------------------------- | ------------------------------------------ | ------------------------------------------ | ------------------------------------------ |
| コールサイン                  | コールサイン                  | JOOH-TV                                    | JOOH-TV                                    |                                            |
| 呼出名称                      | 呼出名称                      | OHKおかやまテレビジョン                    | OHKおかやまテレビジョン                    |                                            |
| 35ch                          | 中心周波数                    | 605MHz                                     | 605MHz                                     |                                            |
| 35ch                          |                               | 映像                                       | 音声                                       |                                            |
| 35ch                          | 周波数                        | 603.25 MHz                                 | 607.75 MHz                                 |                                            |
| 35ch                          | 出力                          | 20kW                                       | 5 kW                                       |                                            |
| 35ch                          | ERP                           | 280 kW                                     | 69 kW                                      |                                            |
| 35ch                          | 所在地                        | 岡山県岡山市南区郡字甲の峰2515-9（金甲山） | 岡山県岡山市南区郡字甲の峰2515-9（金甲山） | 岡山県岡山市南区郡字甲の峰2515-9（金甲山） |

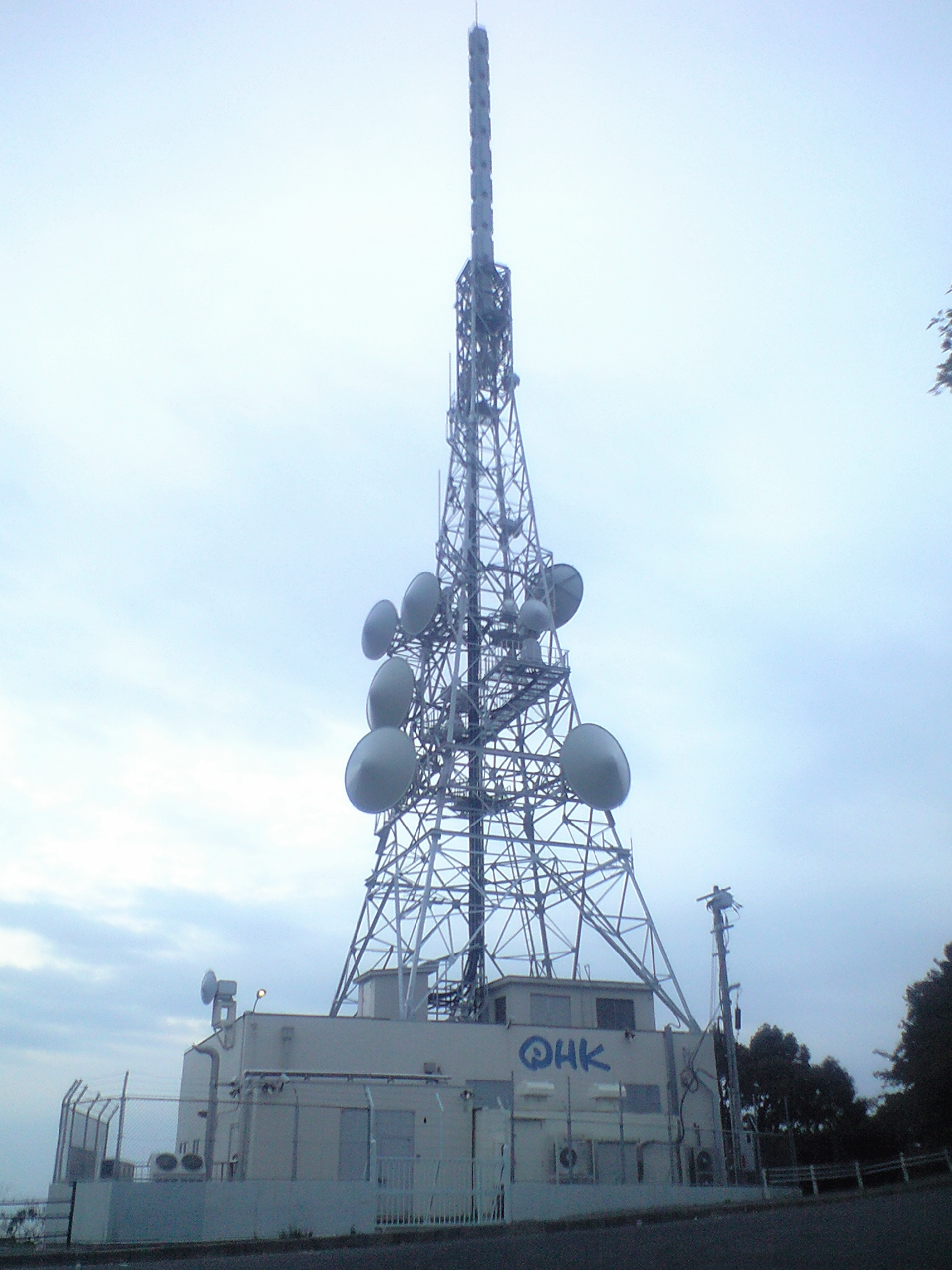
金甲山送信所（2009年11月撮影）

- 増力前は、親局が前田山にあった頃のKSBと共に映像10kW、音声2.5kWだった

#### 主な中継局
ch番号の頭にVが付いているものは、垂直偏波。
岡山県
- 笠岡 V60ch 300W（塚の丸山）
- 津山 60ch 500W（黒沢山）
- 高梁 22ch 10W（愛宕山）
- 玉島 V31ch 3W（野呂山）
- 新見 32ch 30W（蔦ヶ巣山）
- 久世 38ch 10W（笹向山）
- 奥津大釣 40ch 10W（大釣山）
- 総社 41ch 10W（伊予部山）
- 和気 43ch 10W（和気富士）
- 井原 50ch 3W（城山）
- 岡山東 51ch 3W
- 蒜山 51ch 30W（高張山）
- 美作 51ch 3W（塩垂山）
- 備前 53ch 3W（笹尾山）
- 山陽 54ch 10W（善応寺山）
- 津山南 54ch 3W（神南備山）
- 水島 V56ch 10W
- 備前瀬戸 56ch 10W（鉄砲山）
- 岡山北 59ch 10W（烏山）
- 児島 61ch 30W（神道山）

香川県
- 高松 31ch 5 kW（前田山）
- 西讃岐 52ch 3 kW（大麻山）
- 小豆島 59ch 300W（向山）
- 坂出東 34ch 10W（雄山）
- 詫間 34ch 1W（木ノ峰山）
- 白鳥 50ch 10W（高平山）
- 綾上 56ch 3W（鷹ノ巣山）
- 仁尾 59ch 3W
- 坂出西 60ch 10W（聖通寺山）
- 小豆島池田 60ch 3W（城山）
- 志度 60ch 10W（大谷山）
- 国分寺 61ch 3W（兎子山）
- 土庄 61ch 10W（与九郎谷山）

比較的受信エリアは広く、福山市など広島県東部や愛媛県東予、兵庫県南西部、鳥取県、高知県のごく一部、さらには系列局のない徳島県北部でも受信できていた。

## 資本構成
企業・団体の名称、個人の肩書は当時のもの。出典：

## ケーブルテレビ再送信局
以下のケーブルテレビではテレビが区域外再放送されている。
- 徳島県
  - 池田ケーブルネットワーク（阿波池田ネット）

## 主なテレビ番組

### 自社制作番組
| 番組名                                           | 放送曜日・時間                                                                  | 備考               |
| ------------------------------------------------ | ------------------------------------------------------------------------------- | ------------------ |
| OH!コレ                                          | 時間不定                                                                        | [ 注釈 18 ]        |
| OH!体操                                          | 曜日不定 深夜または早朝                                                         |                    |
| OH!天気                                          | 曜日不定 深夜 土曜 11:45 - 11:50                                                |                    |
| OH!グッドセレクション                            | 月曜 - 金曜 11:20 - 11:25                                                       |                    |
| ミルンへカモン! なんしょん?                      | 月曜 - 金曜 15:50 - 16:50 再放送：同日深夜                                      |                    |
| OHK Live News                                    | 月曜 - 金曜 17:48 - 19:00                                                       |                    |
| OH!マイ瀬戸内 瀬戸内日和                         | 月曜 21:54 - 22:00 再放送：日曜深夜                                             |                    |
| 恋noミカタ                                       | 火曜 21:54 - 22:00 再放送：水曜深夜                                             |                    |
| えっ!?ボクがプロデューサーですか?                | 木曜 1:00 - 1:25（水曜深夜）                                                    |                    |
| サン讃かがわPLUS                                 | 木曜 21:54 - 22:00                                                              | [ 注釈 19 ] [ 43 ] |
| 金バク!                                          | 金曜 19:00 - 20:00 再放送：翌週木曜深夜                                         | [ 注釈 20 ]        |
| ど昼はドドっと!!                                 | 土曜 12:00 - 13:00                                                              |                    |
| ハナコのBUZZリサーチ                             | 土曜 17:00 - 17:30                                                              | [ 注釈 21 ]        |
| サザエさん×OHK 瀬戸内環境キャンペーン「Re:SETO」 | 毎月最終土曜 10:25 - 10:50 再放送：毎月第3土曜                                  |                    |
| ビズワン!                                        | 毎月第2土曜 15:00 - 15:30                                                       |                    |
| OHKてれび時評                                    | 毎月最終日曜 5:20 - 5:30 再放送：翌月曜深夜                                     |                    |
| OHK×マイナビ 就活生応援企画PITA                  | 日曜 8:25 - 8:30                                                                |                    |
| おかやまももてなし調査団!                        | 毎月第1日曜 11:45 - 11:50 再放送：翌月曜 11:20 - 11:25 同：翌週日曜 8:25 - 8:30 | [ 注釈 22 ] [ 44 ] |
| 香川丸亀国際ハーフマラソン                       | 毎年2月第1日曜 10:30 - 11:50                                                    | [ 注釈 23 ]        |

#### haremachi TV オリジナル番組
| 番組名                                      | 放送曜日・時間       | 備考        |
| ------------------------------------------- | -------------------- | ----------- |
| STU48のもっとSTU!                           | 土曜日 19:00 - 19:20 | [ 注釈 24 ] |
| 渕上里奈のhappiness Music                   | 土曜日 19:20 - 19:40 | [ 注釈 24 ] |
| おかやまスポーツ応援 hare SPO!〜NEXT HERO〜 | 不定期放送           |             |
| haremachi Girlのきょうはドコ行く?           | 不定期放送           |             |

### フジテレビ系列のネット番組
- 2018年3月31日にスポットニュース番組『THE NEWSα Pick』が廃止になり、フジテレビ系列の月曜から土曜の20時台の番組終了時間が6分延長し、番組終盤6分間がローカルセールス枠[注釈 25] へ転換したため、その枠を行使せず全曜日でフルネット[注釈 26] [注釈 27]を実施している。またフジテレビ系列の深夜アニメ枠である『ノイタミナ』は当局では未放送となっている。

- 下記、全局同時スポンサードネット番組を除く
- 下記、太字は同時ネット番組

#### フジテレビ制作
| 番組名                    | 放送曜日・時間                             | 備考        |
| ------------------------- | ------------------------------------------ | ----------- |
| ノンストップ!             | 月曜 - 金曜 9:50 - 11:20                   | [ 注釈 28 ] |
| Live News イット!         | 月曜 - 金曜 16:50 - 18:09 18:45.30 - 19:00 | [ 注釈 29 ] |
| 今夜はナゾトレ            | 火曜 19:00 - 20:00                         |             |
| カスペ                    | 火曜 20:00 - 21:00                         |             |
| ジャンクSPORTS            | 土曜 17:00 - 17:30                         | [ 45 ]      |
| 皇室ご一家                | 日曜 5:30 - 5:45                           |             |
| GO! GO! チャギントン      | 日曜 6:15 - 6:30                           |             |
| ONE PIECE                 | 日曜 8:25 - 8:55                           | [ 注釈 30 ] |
| 逃走中 グレートミッション | 日曜 9:00 - 9:30                           |             |
| ワイドナショー            | 日曜 10:00 - 11:15                         | [ 注釈 31 ] |
| 坂上どうぶつ王国          | 日曜 14:00 - 15:00                         | [ 注釈 32 ] |
| FNSドキュメンタリー大賞   | 不定期放送                                 | [ 注釈 33 ] |
| FNSソフト工場             | 不定期放送                                 | [ 注釈 34 ] |

#### 関西テレビ制作
| 番組名                           | 放送曜日・時間               | 備考 |
| -------------------------------- | ---------------------------- | ---- |
| 旬感LIVE とれたてっ!             | 月曜 - 金曜 13:50 - 14:45    |      |
| かまいたちの机上の空論城         | 木曜（水曜深夜）0:25 - 0:55  |      |
| 千原ジュニアの座王               | 土曜（金曜深夜） 0:50 - 1:25 |      |
| おかべろ                         | 土曜 18:30 - 19:00           |      |
| お笑いワイドショー マルコポロリ! | 不定期放送                   |      |

#### その他系列局制作
| 番組名                         | 放送曜日・時間               | 制作局                             | 備考        |
| ------------------------------ | ---------------------------- | ---------------------------------- | ----------- |
| テレビ寺子屋                   | 土曜 5:30 - 6:00             | テレビ静岡                         |             |
| 西村キャンプ場                 | 不定期放送                   | テレビ新広島                       | [ 注釈 35 ] |
| 釣りごろつられごろ             | 日曜 5:45 - 6:00             | テレビ新広島                       |             |
| そ〜だったのかンパニー         | 日曜 8:25 - 8:55             | テレビ新広島                       | [ 注釈 36 ] |
| KEIBA BEAT                     | 日曜 15:00 - 16:00           | 関西テレビ 東海テレビ テレビ西日本 |             |
| まつえレディースハーフマラソン | 毎年3月第3日曜 10:00 - 11:20 | さんいん中央テレビ                 | [ 注釈 37 ] |

### 系列局外番組

#### 番販制作
| 番組名                   | 放送時間                     | 幹事局（または制作会社） | 備考 |
| ------------------------ | ---------------------------- | ------------------------ | ---- |
| 高田純次のセカイぷらぷら | 水曜（火曜深夜） 1:00 - 1:35 | BS12 トゥエルビ          |      |

## アナウンサー
報道記者兼務のアナウンサーは報道技術局報道部、それ以外のアナウンサーはコンテンツ局 アナウンス室の所属である。
| 氏名     | 入社年 | 備考         |
| 男性     | 男性   | 男性         |
| -------- | ------ | ------------ |
| 萩原渉   | 1999年 | 報道記者兼務 |
| 篠田吉央 | 2005年 | 報道記者兼務 |
| 岸下恵介 | 2016年 |              |
| 長尾龍希 | 2023年 |              |
| 女性     |        |              |
| 藤本紅美 | 2017年 |              |
| 森夏美   | 2018年 |              |
| 中塚美緒 | 2021年 |              |
| 佐藤樹理 | 2023年 |              |
| 佐藤理子 | 2023年 |              |
| 森下花音 | 2023年 |              |

### 過去に在籍していたアナウンサー
男性
- 1983年
  - 岡阪美佐夫（2013年時点でOHKエンタープライズ制作技術センター長。2016年時点でCSR推進室に在籍。2018年時点で報道制作局次長に就任。2022年10月に、社会奉仕活動に取り組む岡山ロータリークラブが毎年「優良従業員」を表彰しており、式では表彰者を代表して岡山放送在籍の岡阪が謝辞を述べた）
  - 文屋幸治（2020年10月に深夜番組『べろべろばぁ』が『帰ってきたべろべろばぁ』で22年ぶりに復活。番組MCとして出演している。）

- 1985年
  - 黒住祐介（気象予報士）→総務局付け・岡山エフエム放送出向（非アナウンサー）現在副社長

- 1986年
  - 松下和弘（2009年7月 - 2013年6月までスポーツ部長。その後OHKエンタープライズで制作部長として在籍。2021年2月1日付で総合企画局次長兼IT戦略部長（コンテンツ局次長ハレマチ推進担当））

- 1990年
  - 渡辺学（ - 1995年3月退職→テレビ大阪へ移籍）

- 1995年
  - 上岡元（2021年2月1日付で技術統括部長として報道専任映像技術担当に異動）
  - 堀靖英（報道記者兼務）

- 1996年
  - 高野勝正（1998年退職。フリーアナウンサー）

- 2011年
  - 渡邊大祐（ - 2022年3月退職）

- 石川久
- 大西二郎（退社、アクショニストコーポレイション所属／FAA事業用操縦士）
- 斉藤一郎
- 柴田務（退社、フリーアナウンサー）

女性
- 1976年
  - 西村英子

- 1984年
  - 井ノ上美恵子（現在は総合企画局総務部秘書課に在籍）

- 1991年
  - 山本洋子（現・フリー）

- 1992年
  - 小林朗子

- 1995年
  - 竹下美保（2021年2月1日付で報道技術局報道部長兼総合企画局コンプライアンス推進室専任部長（ビジネス開発局本社営業部担当部長へ異動）

- 1996年
  - 久保さち子（ - 2022年5月退職）

- 1998年
  - 久次米智子（ - 2002年退職）

- 2000年
  - 安藤久美子（ - 2005年退職。元ジョイスタッフ所属）

- 2004年
  - 魚住咲恵（ - 2010年3月退職。現在、オスカープロモーション所属）
  - 小沼みのり（ - 翌2005年退職。現在、フリー。元静岡放送所属）

- 2006年
  - 柴田奈津子（ - 2008年6月退職。元セント・フォース所属）

- 2007年
  - 高橋圭子（ - 2013年3月退職。現在、山陽放送パーソナリティ）

- 2008年
  - 神谷文乃（ - 2017年3月退職。現在、ホリプロ所属）

- 2009年
  - 深津瑠美（ - 2010年1月退職。元TBSニュースバードキャスター。元フリーアナウンサー）

- 2010年
  - 上杉桜子（〜2011年12月退職。現在、セント・フォース所属）
  - 淵本恭子（ - 2021年3月退職、現・フリー）

- 2013年
  - 岡田愛マリー（ - 2017年3月退職。テレビ愛知へ移籍）

- 2014年
  - 中西悠理（ - 2018年3月退職。現在、三桂所属）
  - 矢野みなみ（ - 2020年3月退職。現在、ホリプロ所属）

- 2019年
  - 北村麗（ - 2022年3月退職。現在、ジョイスタッフ所属）

- 2019年
  - 今川菜緒（ - 2025年3月退職。現在、セント・フォース所属）

- その他
  - 内田みのり
  - 佐脇佳子（→大分朝日放送、現在、フリー）
  - 中島明美
  - 原田佳枝
  - 米倉紀之子（3年間勤務の後に退職。現在は劇団昴に所属し女優・声優として活躍）

## 海外の提携局
- 韓国 蔚山文化放送
- 中国 遼寧電視台[要出典]

## 主な受賞歴
- 2021年日本民間放送連盟賞特別表彰部門放送と公共性最優秀賞
  - 『OHKアナウンサー出張朗読会～地域と紡いだ10年の歩み～』[54]
- 2018年同賞特別表彰部門放送放送と公共性優秀賞
  - 『手話が語る福祉～聴覚障害者歩んだ25年～』[55]
- 2016年同賞番組部門テレビエンターテインメント番組優秀賞
  - 『芸術と戦争の狭間で～大原美術館に見る戦時下の記録～』[56]
- 2014年同賞番組部門テレビ教養番組優秀賞
  - 『ヒノキは僕らの宝物 若い力が森林を再生する日』[57][注釈 39]
- 第41回「地方の時代」映像祭グランプリ
  - 『忘れてはいけないこと～認知症受刑者が問いかけるもの～』[58]

ほか